# Armand der Vampir
Der Roman Armand der Vampir (Originaltitel: The Vampire Armand) von der amerikanischen Schriftstellerin Anne Rice wurde 1998 veröffentlicht und ist das sechste Buch aus der Chronik der Vampire.
Im Mittelpunkt der Erzählung steht die Lebensgeschichte des Vampirs Armand vom Beginn der Renaissance bis in die Gegenwart des 20. Jahrhunderts.

## Inhalt des Vampirromans
Vampire von überall her versammeln sich in New Orleans, wo der Vampir Lestat de Liouncourt leblos und wie im Koma auf dem Boden der Kapelle im St.-Elisabeth-Konvent liegt. David Talbot nutzt das Zusammentreffen und bittet Armand, ihm seine Lebensgeschichte zu erzählen.
Dieser wurde gegen Ende des 15. Jahrhunderts in Kiew als Andrei geboren und wurde Ikonenmaler in einem Höhlenkloster. Von Tataren in der Steppe Russlands gefangen genommen, kommt er als Sklave zunächst nach Konstantinopel und dann nach Venedig, wo ihn der Vampir Marius de Romanus aufnimmt, ihm den Namen Amadeo (Von Gott geliebt) gibt und in seinem Palazzo aufnimmt. Zwischen beiden entwickelt sich eine intime und sexuelle Beziehung wie auch zu der wohlhabenden Bianca Solderini. Jedoch wird Armand, nun herangereift zu einem jungen Mann, von dem Engländer Lord Harlech in einem Duell durch die vergiftete Klinge tödlich verwundet, woraufhin Marius ihn zu einem Vampir macht. Zusammen reisen Amadeo und Marius nach Kiew, wo Amadeo seine Eltern wiedersieht. Kurz darauf wird Marius’ Palazzo von einer Gruppe von Vampiren, die sich Kinder der Finsternis nennen, in Brand gesteckt, Marius schwer verbrannt und Amadeo nach Rom gebracht, wo ihn Santino überredet, dem Orden beizutreten und den Namen Armand annimmt. In Paris baut er nun einen neuen Orden auf und lebt in den Katakomben unter dem Pariser Friedhof Les Innocents, bis Lestat im 18. Jahrhundert den Orden zerstört, woraufhin er das Théâtre des Vampires gründet. Nachdem Lestat im 20. Jahrhundert von seiner Reise mit der Gestalt Memnoch zurückkehrt und das Schweißtuch der Veronika offenbart, setzt sich Armand der Sonne aus und wird schwer verbrannt. Mithilfe der Menschen Benji und Sybelle wird Armand wieder völlig geheilt und bringt sie zu den anderen Vampiren.
Nachdem Armand seine Geschichte beendet hat, begibt er sich zu Marius’ Haus, wo dieser Benji und Sybelle zu Vampiren gemacht hat. Als Sybelle Beethovens Appassionata auf dem Klavier spielt, erscheint nun Lestat bei ihnen.

## Erzählsituation und Zeitebene
Die Geschichte wird von Armand in der Ich-Perspektive geschildert, wobei er hier zum Protagonisten wird. In der Rahmenhandlung findet das Treffen der Vampire im New Orleans, die Erzählung von Armands Lebensgeschichte und die Erweckung Lestats durch das Klavierspiel statt.
Rice setzt jedoch den eigentlichen Fokus des Romans auf die Binnenhandlung, die das Leben Armands vom Beginn der Renaissance bis in die Gegenwart des 20. Jahrhunderts umfasst und den Großteil der Handlung ausmacht. Hier werden dem Leser notwendige Informationen für das Verständnis der äußeren Handlung gegeben, denn in Memnoch der Teufel schien Armand durch seine Aussetzung mit dem Sonnenlicht getötet worden zu sein und die Bedeutung der neu eingeführten Figuren Benji und Sybelle werden erklärt.

## Bezüge zur Chronik
Einige Aspekte aus Armands Leben wurden schon in Gespräch mit einem Vampir und Der Fürst der Finsternis angedeutet oder kurz erläutert, weswegen besonders die Geschehnisse im Paris des 18. und 19. Jahrhunderts, also die Auflösung des Ordens, die Gründung des Théâtre des Vampires sowie die Ermordung Claudias, stark reduziert sind. Weiterhin wird im Roman Armands Rolle bei ihrer Tötung relativiert und er selbst betont, den Tod des Vampirkindes nicht gewollt zu haben.
Außerdem wird Marius’ Wut auf Santino, als er in Die Königin der Verdammten von Pandora und ihm aus dem schneebedeckten, zusammengestürzten Haus befreit wird, ersichtlich, da dieser für die Zerstörung seines Palazzos, die Tötung der Kinder dort und die Entführung von Amadeo verantwortlich war.
Der Roman überschneidet sich thematisch auch mit dem achten Roman der Chronik, Blut und Gold, wo Marius seine Lebensgeschichte erzählt. Hierbei wird deutlich, dass die beiden Charaktere die Ereignisse aus verschiedenen Sichtweisen betrachten, weshalb besonders die Ereignisse in Venedig nicht in beiden Büchern gleich geschildert werden. Da die Geschichten aus zwei verschiedenen Perspektiven, von Marius und Armand, erzählt werden und somit einer subjektiven und individuellen Betrachtung unterliegen, sind diese Unterschiede in der Erzählung auf eine bewusste Intention und Entscheidung von Rice zurückzuführen.

## Rezensionen
Die Entertainment Weekly beschrieb die Darstellung der frühen Jahre von Armand in Venedig als ein grotesk überladener Bericht und kritisiert, dass Rice zu viele Aspekte und Handlungsstränge ihrer vorherigen Bücher aufgenommen hat und sich dadurch selbst plagiiert hat.
Hingegen beurteilte die New York Times den Roman als eine genießbare Geschichte, die jedoch teilweise uneben ist.

## Textausgabe
- Rice, Anne: Armand der Vampir. Fischer 2003, ISBN 3-596-15626-2.

## Sekundärliteratur
- Katherine Ramsland / Anne Rice. Prism of the Night, A Biography of Anne Rice. New York: Penguin, 1994.
- Gary Hoppenstand / Ray B. Browne. The Gothic World of Anne Rice. Twayne Publishers, 1994.
- Jennifer Smith. Anne Rice - A Critical Companion. Westport: Greenwood Press, 1996.
- George E. Haggerty. „Anne Rice and the Queering of Culture“. In: Novel: A Forum on Fiction 32.1, 1998, S. 5–18.
- Erwin Jänsch. „Softie-Vampir Lestat“ in: Das Vampirlexikon, München: Knaur, 2000, S. 232–239.
- Rebecca Cordes. Anne Rice's „Vampire Chronicles“ - Myth and History. Osnabrück: Der andere Verlag, 2004.